# Henri de Braekeleer

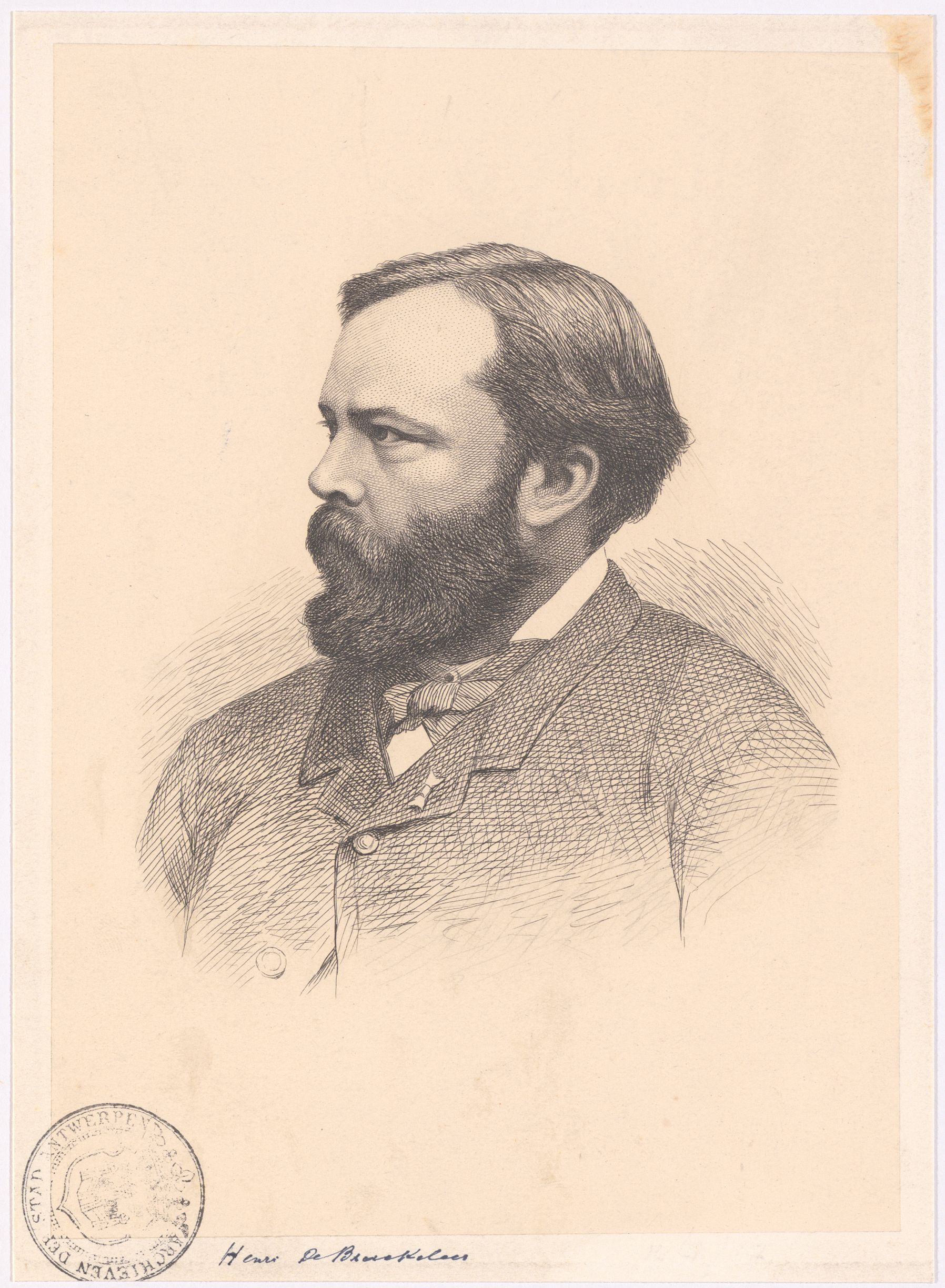
Henri De Braekeleer

Henri de Braekeleer (* 11. Juni 1840 in Antwerpen; † 20. Juli 1888 ebenda) war ein flämischer Maler.

## Leben

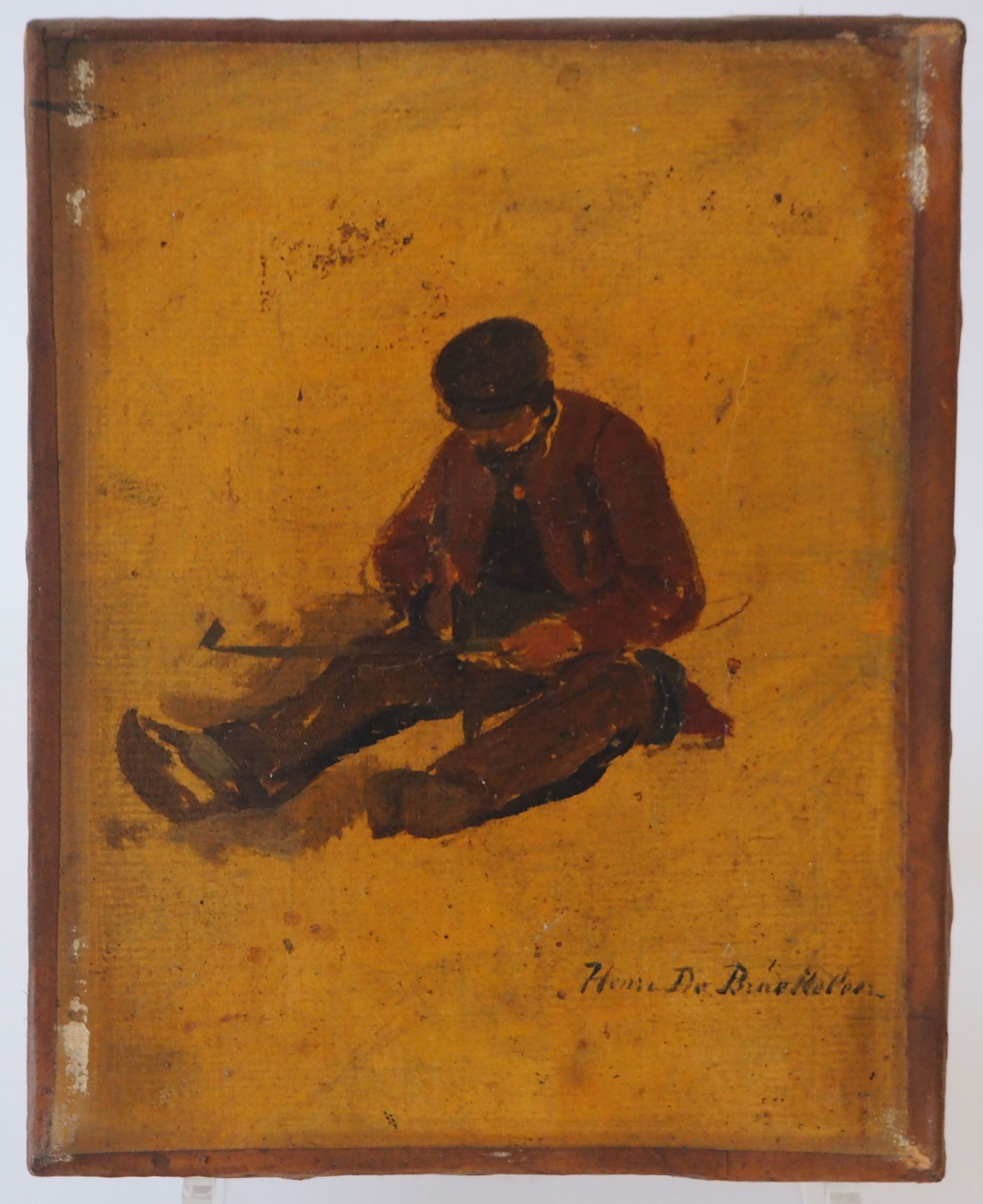
Mann, auf dem Boden sitzend, bei der Arbeit

Henri und sein Bruder Ferdinand (1828–1857) gingen bei ihrem Vater, dem Historien- und Genremaler Ferdinand de Braekeleer dem Älteren (1792–1883), und ihrem Onkel Hendrik Leys in die Lehre. Von 1854 bis 1867 studierte Henri de Braekeleer an der Königlichen Akademie der Schönen Künste Antwerpen und befreundete sich dort mit Jan Stobbaerts. Der Onkel weihte seinem Neffen Henri und dessen Freund in die romantisierend-verklärte Sicht der Werke von Gustave Wappers sowie in den Klassizismus von François-Joseph Navez (1787–1869) ein und ermutigte die beiden jungen Leute zum Opponieren gegen die überholte akademische Ausbildung. 1863 animierte der Onkel den Neffen zu einer Kunstreise nach Deutschland und die Niederlande. Henri de Braekeleer war von Pieter de Hoogh, Jan Steen und Vermeer beeindruckt. Die Meister aus dem 17. Jahrhundert – besonders de Hoogh – wurden Vorbild für den Stil seiner Werke bis 1870.
Neben Holzschnitten und Lithografien sind 76 Radierungen Henri de Braekeleers bekannt. Er malte meist Interieurs, Ausblicke aus Antwerpener Fenstern, Stillleben und Landschaften. Sein Werk – zuletzt auch impressionistisch – ist im Königlichen Museum der Schönen Künste Antwerpen, in den Königlichen Museen der Schönen Künste Brüssel und im Musée des Beaux-Arts (Tournai) zu sehen.
1880 bis 1884 litt Henri de Braekeleer an einer schweren psychischen Störung. Seine letzte Ruhe fand er auf dem Schoonselhof (Park Z1, Reihe A).